# Буке, Рудди
Ру́дди Буке́ (фр. Ruddy Buquet; род. 29 января 1977, Амьен) — французский футбольный судья. Судья Арбитр ФИФА с 2011 года.
10 августа 2018 года он первым из французских рефери воспользовался системой видеопомощи арбитрам (VAR) в Лиге 1.

## Карьера
Буке начал свою карьеру судьи в 2003 году, судя в третьем по силе дивизионе Франции Насьонале. С 2008 года он стал одним из судей Лиги 1. С 2009 года он также стал арбитром Лиги Чемпионов и Лиги Европы. В 2012 году Рудди впервые судил официальный матч сборных в отборочном турнире на Чемпионате Европы (до 19 лет) между сборной Беларуси и сборной Черногории (0:0). На том турнире Буке отсудил ещё один матч квалификации между сборной Германии и сборной Беларуси (3:3). Он также судил ещё два матча квалификации в следующем году.
В октябре 2015 года он был выбран ФИФА для участия на Чемпионате мира (до 17 лет) в Чили.
10 августа 2018 года, в матче открытия Лиги 1 между «Марселем» и «Тулузой» Буке назначил первый пенальти с помощью VAR в истории французского чемпионата.

## Статистика

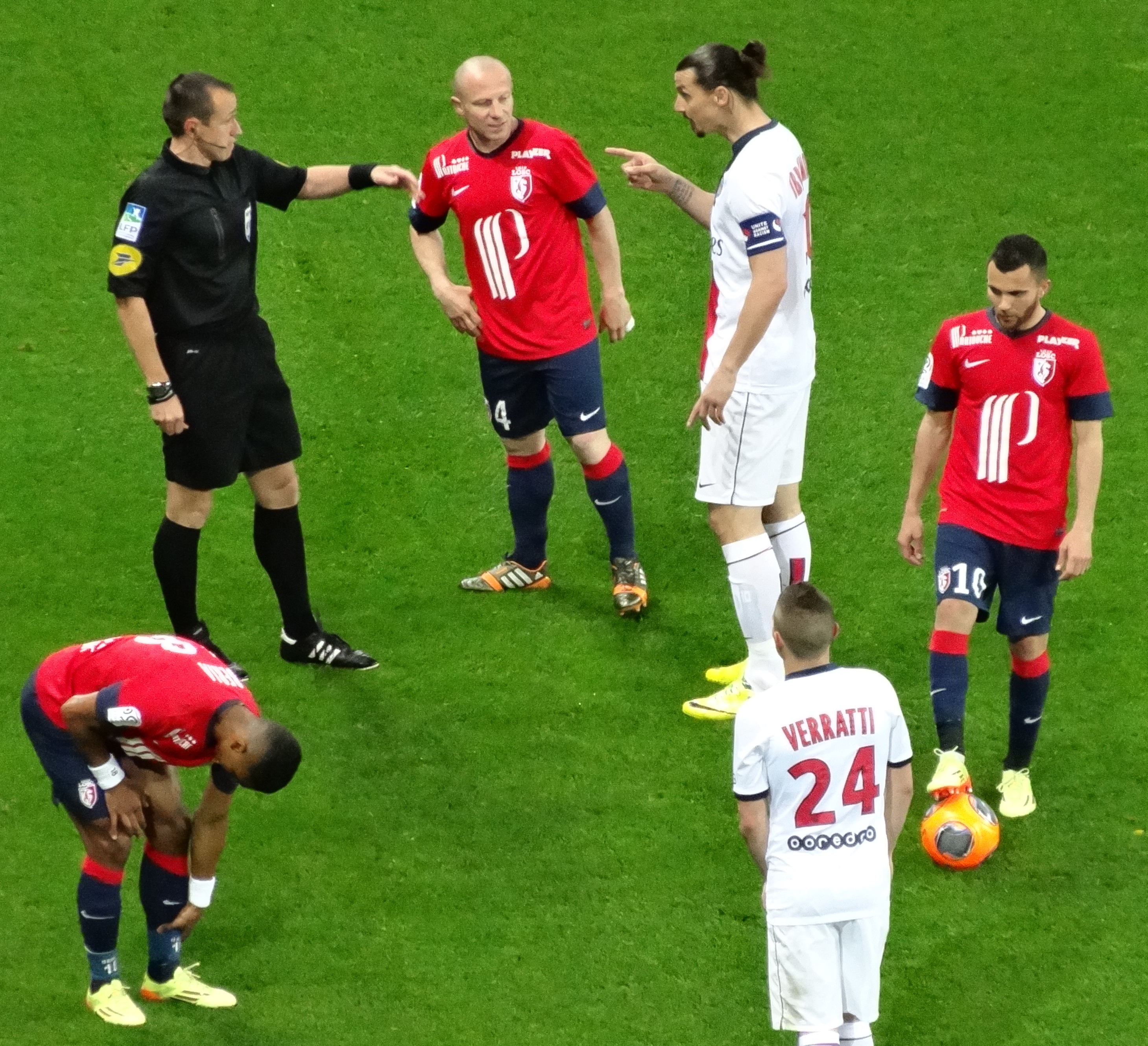
Рудди Буке против Златана Ибрагимовича во время матча Лилль / Пари Сен-Жермен в мае 2014 года.

За свою карьеру рефери Буке судил 299 игр, раздав 1084 жёлтых карточек и 74 красных.